# L'ambasciatrice
L'ambasciatrice (Die Botschafterin) è un film del 1960, diretto da Harald Braun.

## Produzione
Il film fu prodotto dalla Filmaufbau.

## Distribuzione
Distribuito in Germania Ovest dalla Neue Filmverleih, uscì in sala il 16 settembre 1960. L'anno seguente, fu distribuito anche in Danimarca (10 luglio, con il titolo En kvinde med fortid) e in Finlandia (1º settembre, con il titolo Maine ja menneisyys). In Spagna, venne presentato in prima a Madrid il 7 maggio 1962.